# Sapiteur
Le sapiteur est un spécialiste chargé par un expert d’éclairer celui-ci sur une question ne relevant pas de son domaine ou sur un point particulier. Le sapiteur exerce comme consultant ou conseiller technique dans des domaines comme le droit, la marine, les assurances. 

## Étymologie
Le terme de sapiteur provient du latin « sapere » : avoir du goût, de l'intelligence, du jugement ; par extension : comprendre, savoir.
Il est devenu au bas-latin « sapitor » : « qui sait évaluer ».
Il désigne un sachant, une personne qui sait.
Le terme est mentionné dans une charte de 1471 et cité au XVIIIe siècle dans le Glossarium mediae et infimae latinitatis de Du Cange. 
Le sapiteur peut être un expert exerçant dans une autre spécialité que l'expert en charge d'un dossier, ou un technicien spécialisé dans un domaine précis.
Le mot français sapiteur n'a pas de terme équivalent en anglais. Il peut être traduit selon le contexte par specialist advisor, external advisor, expert-adviser, marine valuer.

## Pratiques juridiques
Le sapiteur est un tiers susceptible d’éclairer l’expert sur une question échappant à sa spécialité (procédure pénale) ou sur un point particulier (procédure administrative).
En France, le terme de « sapiteur » ne figure pas dans les textes du code de procédure civile (CPC) ni dans ceux du code de procédure pénale (CPP), mais le recours au sapiteur est consacré dans les procédures civiles et pénales par l'application des dispositions des articles 278 du CPC, et 162 alinéa 1 du CPP.
Le code de justice administrative (CJA) utilise explicitement le terme de sapiteur dans son article R. 621-2.
Bien que le code de procédure civile de 1806 n'ait pas mentionné la possibilité pour un expert de recourir à un autre spécialiste, la complexification de la technique a amené, dans la pratique, à faire appel ponctuellement à un ou des « experts adjoints », désignés par le juge ou par l’expert lui-même.
Devant les juridictions pénales et administratives, l'expert désigné peut solliciter l'assistance d'un technicien, mais c'est la juridiction qui désigne le sapiteur.
Devant les juridictions civiles, l'expert n’a pas à saisir le juge pour une demande de désignation. La décision de recourir à un sapiteur et son choix du technicien lui appartient en propre. 
Le code désigne par « technicien » l’expert et son, ou ses, sapiteurs. Cependant, le sapiteur n’est pas un sous-traitant de l’expert et le recours à un sapiteur ne constitue pas une délégation, l’expert devant toujours conserver la  maîtrise de sa mission qui lui est judiciairement confiée et qu'il exerce à titre personnel (article 233 du Code de procédure civile).
Le non respect de cette obligation peut entraîner l’annulation du rapport de l'expert. Il faut également distinguer le recours à un sapiteur et la co-expertise.
L'avis du sapiteur doit être annexé au rapport d’expertise, et ses noms et qualités doivent être précisés (article 282 du code de procédure civile). L'expert détermine le montant de sa rémunération et l’inclut ensuite dans sa demande de taxe. 
Un médecin expert d'assurances peut, par exemple, faire appel à un sapiteur psychiatre pour évaluer des séquelles psychologiques, notamment un stress post-traumatique (SPT) résultant d'un accident corporel comme un accident de la route. Le sapiteur psychiatre est chargé d'identifier des symptômes comme l'anxiété, les cauchemars, ou les troubles de la concentration.

## Droit maritime
Dans le domaine maritime, un sapiteur est un expert ou conseiller technique maritime & fluvial.
Il peut être chargé par exemple d'évaluer un lot de marchandise en pesant un navire afin de déterminer la quantité d'une cargaison.
L’expert maritime peut être amené à évaluer la cause et le montant de dommages sur des navires, des ports, des ouvrages maritimes, des marchandises transportées, l’environnement marin... C'est un technicien d’expérience, mais ce n'est pas un juriste.

## Sources bibliographiques
- Vocabulaire juridique, Association Henri-Capitant, PUF, 1996 (5e édition), article « Sapiteur ».